# Coxolitla
Coxolitla är en ort i Mexiko.   Den ligger i kommunen Tlaola och delstaten Puebla, i den sydöstra delen av landet, 160 km nordost om huvudstaden Mexico City. Coxolitla ligger 626 meter över havet och antalet invånare är 226.
Terrängen runt Coxolitla är lite bergig. Runt Coxolitla är det ganska tätbefolkat, med 86 invånare per kvadratkilometer. Närmaste större samhälle är Xicotepec de Juárez, 11,0 km nordväst om Coxolitla. I omgivningarna runt Coxolitla växer i huvudsak städsegrön lövskog.